# کالوشد
کالوشد (به مجاری:  Kallósd) یک منطقهٔ مسکونی در مجارستان است که در ناحیه زالاسنت‌گروت واقع شده‌است.